# Thlaspida
Thlaspida là một chi bọ cánh cứng trong họ Chrysomelidae.
Chi này được miêu tả khoa học năm 1899 bởi Weise.

## Các loài
Chi này gồm các loài:
- Thlaspida cribrosa (Boheman, 1855)